# Pabellón Max Schmeling

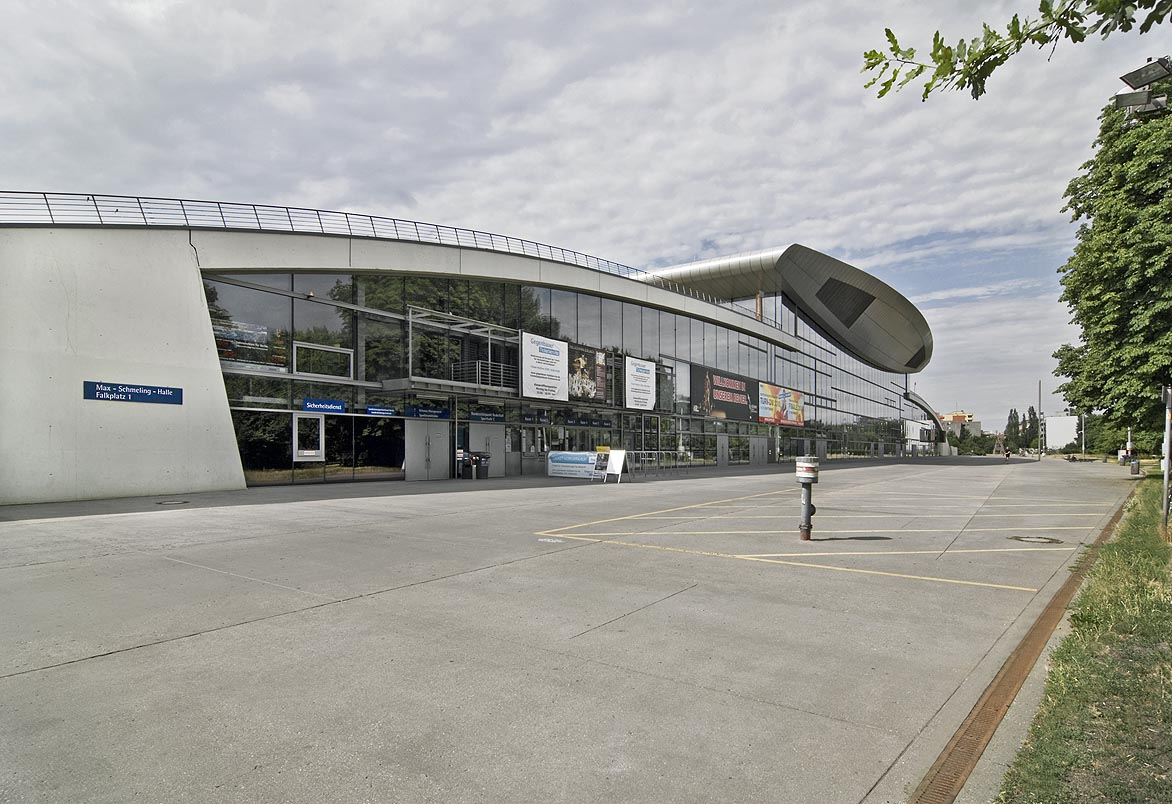
Vista del Pabellón Max Schmeling

El Pabellón Max Schmeling (en alemán: Max-Schmeling-Halle) es un pabellón multiusos de la ciudad de Berlín (Alemania). Fue inaugurado en diciembre de 1996. Lleva el nombre de uno de los boxeadores más importantes de Alemania: Max Schmeling.
Tiene una capacidad de 8500 espectadores (que se puede ampliar hasta 11 900 en eventos musicales), convirtiéndose así en el tercer pabellón de mayor capacidad en la capital germana, detrás el Mercedes-Benz Arena y el Velódromo de Berlín.
Ha albergado a lo largo de su historia numerosas competiciones deportivas, eventos artísticos, conciertos musicales y congresos. 

## Ubicación
El pabellón está ubicado enfrente de la plaza Falk del barrio conocido como Gleimviertel del distrito berlinés de Prenzlauer Berg, adyacente al Mauerpark y al Parque deportivo Friedrich Ludwig Jahn. 

## Características
Es un edificio rectangular de hormigón armado con paredes recubiertas de cristal y techo de láminas de metal, edificado en un terreno de 38 560 m², con un arena central cuya superficie de espectáculo es de entre 1335 m². El pabellón está construido en sus dos terceras partes abajo de la línea del suelo exterior, armonizando así con la zona verde que lo rodea y ahorrando costes de calentamiento en los meses fríos.
Aparte de la arena central, el complejo cuenta con tres salas de menor superficie (1215 m², cada sala) una sala de baile, otra de ballet, una sala de prensa y un salón de conferencias, así como 20 chiringuitos y un restaurante.
En el techo se encuentra una gran instalación de energía solar. Los 1064 módulos fotovoltaicos, con una superficie total de  1749m², pueden producir hasta 250kW de electricidad.

## Premios
El pabellón fue galardonado en 2002 con la medalla de oro del concurso internacional COI/IAKS sobre las instalaciones deportivas más notables; en este caso por ser un buen ejemplo de pabellón respetuoso con el medio ambiente, y por su utilización ejemplar.
En 2011 obtuvo el certificado de desarrollo sostenible Green Globe  basado en el Programa 21 de las Naciones Unidas.

## Utilización
Fue construido bajo el diseño de los arquitectos alemanes Jörg Joppien, Albert Dietz y Annette Maud-Joppien con motivo de la candidatura de Berlín a los Juegos Olímpicos de 2000 para celebrar los torneos de box olímpico.
Actualmente el pabellón es la casa de equipo local de la primera liga nacional de balonmano Füchse Berlin (hasta 2008 también lo era del equipo de baloncesto Alba Berlin, que desde ese año juega en la O2 World).
El pabellón es el sitio predilecto de la capital alemana para la realización de partidos de balonmano, hockey sala y voleibol. Además se celebran regularmente peleas de boxeo profesional.
Al lado del los usos deportivos, el pabellón ha albergado diversos conciertos y espectáculos de baile. En las instalaciones del pabellón se encuentran una sala de baile y otra de ballet.

### Principales acontecimientos artísticos
- 13 de octubre de 2003: concierto de Mariah Carey con su gira Charmbracelet World Tour.
- Junio de 2001: conciertos de Madonna en su gira Drowned World Tour.
- Abril de 2003: conciertos de Shakira en su gira Tour of the Mongoose.
- 19 de mayo de 2015: show de Ariana Grande en su gira The Honeymoon Tour.

### Principales acontecimientos deportivos
- 1997: Campeonato Mundial de Balonmano Femenino
- 1997: Campeonato Mundial de Gimnasia Rítmica
- 1998: Campeonato Mundial de Baloncesto Femenino
- 2002: Campeonato Mundial de Voleibol Femenino
- 2003: Campeonato Europeo de Voleibol Masculino
- 2007: Campeonato Mundial de Balonmano Masculino
- 2011: Campeonato Europeo de Gimnasia